# Ненад Стојковић
Ненад Стојковић (Широко, код Суве Реке, 26. мај 1956) је бивши југословенски и српски фудбалер.
Играо је у неколико различитих фудбалских клубова, од којих су најпознатији Партизан, Монако, Монпеље и Нанси.

## Спортска каријера

### Партизан
Члан београдског Партизана је постао са шеснаест година а за први тим је дебитовао у сезони 1974-75. За први тим Партизана, где је провео десет година, је одиграо укупно 492 утакмице и постигао 30 голова.
Играо је на одбрамбеним позицијама, најчешће бека или центархалфа. Истицао се брзином, добро је играо главом и често је започињао акцију тима.
Са Партизаном је освојио три титуле првака Југославије, фудбалске сезоне 1975/76, 1977/78 и 1982/83. На интернационалном плану је са Партизаном освојио титулу шампиона Митропа купа 1978. године.
Док је играо за Партизан, изабран је 1978. за фудбалера године

### Иностранство
После Партизана, Стојковић одлази у Француску где игра у наредних осам година у неколико различитих француских клубова од којих су најпознатији Монако и Монпелије. Свуда је био стандардан и за француске тимове је одиграо 266 првенствених утакмица и постигао је 13 голова.

### Репрезентација
Стојковић је за младу репрезентацију Југославије, у периоду од 1976. па до 1978. године, одиграо 17 утакмица.
За најбољу селекцију Југославије је дебитовао 26. јула 1977. године, на пријатељској утакмици у Бело Хоризонтеу, Бразил, против репрезентације Бразила, крајњи резултат је био 0:0. Последњу утакмицу је одиграо 9. јуна 1984. године против Француске у Сент Етјену, на финалном турниру европског првенства.
Стојковић је са репрезентацијом Југославије учествовао на Светском првенству 1982. године, одржаном у Шпанији.
Свој једини погодак за репрезентацију је постигао 17. новембра 1982, у сусрету против Бугарске у Софији. Југославија је овим погодком победила са 1:0, што јој је омогућило да се квалификује за финални турнир Првенства Европе 1984. године.
Репрезентација је играла у следећем саставу:
- (1) Свилар (голман), (2) Николић, (3) Ненад Стојковић, (4) Јеролимов,(5) Ферхатовић, (6) Хаџибегић, (7) Трифуновић, (8) Живковић, (9) Гудељ, (10) Јешић, (11) Деверић (13) Мркела и (14) Цветковић. Селектор је био Веселиновић.

| 17. новембар 1982. Квалификациона утакмица за Е. П. |            |                     |                                                                                     |
| Бугарска                                            | 0–1        | Југославија         | Град: Софија Стадион Васил Левски Судија: Паоло Касарин (Италија) Гледалаца: 20.000 |
|                                                     | (Извештај) | Ненад Стојковић 36’ | Град: Софија Стадион Васил Левски Судија: Паоло Касарин (Италија) Гледалаца: 20.000 |

Ненад Стојковић је такође био актер једне од најконтроверзнијих утакмица југословенске репрезентације. Утакмица је одиграна 13. новембра 1977. године у Букурешту, када се репрезентација Југославије састала, у оквиру квалификација за светско првенство у Аргентини, са репрезентацијом Румуније.
Репрезентација је играла у следећем саставу:
- (1) Петар Борота (голман), (2) Мужинић, (3) Бољат, (4) Трифуновић,(5) Ненад Стојковић, (6) Хатунић, (7) Жунгул, (8) Николић, (9) Филиповић, (10) Сушић, (11) Шурјак (13) Вукотић и (14) Зајец. Селектори су били Валок, Вилотић и Зец.

| 13. новембар 1977. Квалификациона утакмица за С. П.  |     |                                                                  |                                                                                  |
| Румунија                                             | 4–6 | Југославија                                                      | Град: Букурешт Стадион Стеауа Судија: Алфред Делкурт (Белгија) Гледалаца: 35.000 |
| Вигу 2’ · Јорданеску 40’ · Белењи 44’ · Ђорђеску 68’ |     | Сушић 14’ 51’ 62’ · Мужинић 18’ · Трифуновић 79’ · Филиповић 84’ | Град: Букурешт Стадион Стеауа Судија: Алфред Делкурт (Белгија) Гледалаца: 35.000 |

## Играчка статистика у ФК Партизан
Статистика Ненада Стојковића са званичног клупског сајта
| Такмичење              | Број утакмица | Број голова |
| ---------------------- | ------------- | ----------- |
| Првенствене            | 245           | 8           |
| Интернационалне        | 29            | 3           |
| Пријатељске            | 139           | 12          |
| Куп Југославије        | 18            | 2           |
| Куп европских шампиона | 6             | 0           |
| Средњоевропски Куп     | 4             | 1           |
| Турнир у Мостару       | 6             | 2           |
| Лига младих тимова     | 36            | 1           |
| Београдски турнир      | 6             | 1           |
| Турнир у Титограду     | 2             | 0           |
| Турнир у Скопљу        | 1             | 0           |
| Укупно                 | 492           | 30          |

## Трофеји

### Партизан
- Првенство Југославије (3) : 1975/76, 1977/78, 1982/83.
- Средњоевропски куп (1) : 1978.

### Монако
- Куп Француске (1) : 1984/85.

### Монпеље
- Друга лига Француске (1) : 1986/87.